# Никольское (Нуримановский район)
Никольское (баш. Никольский) — село в Нуримановском районе Башкортостана, административный центр Никольского сельсовета.

## Географическое положение
Расположено на берегах реки Салдыбаш в 7,5 км к востоку от села Красная Горка и в 60 км к северо-востоку от Уфы.
По северной окраине села проходит автодорога Новый Субай — Красная Горка (выход на автодорогу Уфа — Иглино — Павловка).

## Население
| 2002 | 2009 | 2010 |
| ---- | ---- | ---- |
| 636  | ↗679 | ↘627 |

Национальный состав
Согласно переписи 2002 года, преобладающая национальность — русские (68 %).

## Религия
В селе есть православная церковь Николая Чудотворца.